# Радикален феминизъм
Радикалният феминизъм е перспектива в рамките на феминизма, която призовава за радикално пренареждане на обществото, в което мъжкото надмощие е елиминирано във всички социални и икономически контексти, като същевременно признава, че преживяванията на жените са повлияни и от други социални разделения като раса, класа и сексуална ориентация. Идеологията и движението се появяват през 60-те години на 20 век.
Радикалните феминистки разглеждат обществото основно като патриархат, в който мъжете доминират и потискат жените. Те се стремят да премахнат патриархата в борбата за освобождаване на жените и момичетата от едно възприемано като несправедливо общество, като оспорват съществуващите социални норми и институции. Тази борба включва противопоставяне на сексуалната обективизация на жените, повишаване на обществената осведоменост относно проблеми като изнасилване и друго насилие срещу жени, оспорване на концепцията за половите роли и на това, което радикалните феминистки виждат като расов и джендърен капитализъм, който характеризира Съединените щати и много други други държави. Шуламит Файърстоун в „Диалектика на пола“ (1970) пише: „Крайната цел на феминистката революция трябва да бъде, за разлика от тази на първата вълна на феминизма, не само премахването на мъжките привилегии, но и на самото разграничението „пол-джендър“: гениталните различия между човешките същества вече няма да имат културно значение.“ Докато радикалните феминистки вярват, че различията в гениталиите и вторичните полови белези не трябва да имат значение от културна или политическа гледна точка, те също така твърдят, че специалната роля на жените във възпроизводството трябва да бъде призната и третирана без санкции на работното място, а някои твърдят, че трябва да се предложи компенсация за тази обществено важна работа.
Радикалните феминистки откриват първопричината за потисничеството на жените в патриархалните отношения между половете, за разлика от правните системи (както в либералния феминизъм) или класовата борба (както в марксисткия феминизъм). Ранният радикален феминизъм, възникващ в рамките на втората вълна на феминизма през 60-те години на 20 век, обикновено разглежда патриархата като „трансисторически феномен“ предхождащ или по-дълбок от другите източници на потисничество, „не само най-старата и универсална форма на господство, но първичната форма" и модел за всички останали. По-късната политика, произлязла от радикалния феминизъм, варира от културен феминизъм до синкретични форми на социалистически феминизъм (като анархо-феминизъм), които поставят проблемите на социалната класа, икономиката и други подобни наравно с патриархата като източници на потисничество.

## Теория и идеология
Радикалните феминистки твърдят, че глобалното общество функционира като патриархат, в който класата на мъжете е потисник на класата на жените. Те предполагат, че потисничеството на жените е най-фундаменталната форма на потисничество, която съществува от самото начало на човечеството. Както пише радикалната феминистка Ти-Грейс Аткинсън в нейното основополагащо произведение „Радикален феминизъм“ (1969):
| „ | Твърди се, че първото дихотомно разделение на тази маса [човечеството] е било на основата на пола: мъжки и женски... защото половината човешка раса носи бремето на репродуктивния процес и защото човекът, „разумното“ животно, имаше разума да се възползва от това, че раждащите деца или „товарните животни“ бяха вкарани в политическа класа: преобразуване на биологично обусловеното бреме в политическо (или необходимо) наказание, по този начин променяйки дефиницията на тези индивиди от човешка към функционална или животинска | “ |

Радикалните феминистки твърдят, че поради патриархата жените са започнали да се разглеждат като „други“ спрямо мъжката норма и като такива са били систематично потискани и маргинализирани. Освен това те твърдят, че мъжете като класа се възползват от системното потисничество на жените. Патриархалната теория не се определя от вярата, че всички мъже винаги се възползват от потисничеството на всички жени. По-скоро се твърди, че основният елемент на патриархата е връзката на господство, където едната страна е доминираща и експлоатира другата в своя полза. Радикалните феминистки вярват, че мъжете (като класа) използват социални системи и други методи на контрол, за да държат жените (както и недоминиращите мъже) потиснати. Радикалните феминистки се стремят да премахнат патриархата, като оспорват съществуващите социални норми и институции, и вярват, че премахването на патриархата ще освободи всички от едно несправедливо общество. Аткинсън твърди, че нуждата от власт подхранва мъжката класа да продължи да потиска женската класа, и твърди, че „нуждата на мъжете от ролята на потисник е източникът и основата на цялото човешко потисничество“.
Влиянието на радикално-феминистката политика върху движението за освобождение на жените е значително. Съоснователката на нюйорската радикална феминистка НПО „Редстокингс“ Елън Уилис пише през 1984 г., че радикалните феминистки „накараха сексуалната политика да бъде призната за обществен проблем“, създадоха речника на втората вълна на феминизма, помогнаха за легализирането на абортите в САЩ, „бяха първите, които поискаха пълно равенство в т. нар. частна сфера" („домакинска работа и грижи за деца... емоционални и сексуални нужди“), и „създадоха атмосферата на неотложност“, която почти довежда до приемането на Поправката за равни права в САЩ. Влиянието на радикалния феминизъм може да се види в приемането на тези проблеми от Националната организация на жените (NOW) – американска феминистка група, преди това фокусирана почти изцяло върху икономическите въпроси.

## Движение

### Корени
Радикалните феминистки в Съединените щати въвеждат термина „движение за освобождение на жените“ (WLM). WLM нараства до голяма степен поради влиянието на движението за граждански права, което набира скорост през 60-те години на 20 век, и много от жените, които поемат каузата на радикалния феминизъм, имат предишен опит с радикалния протест в борбата срещу расизма. Хронологично може да се разглежда в контекста на втората вълна на феминизма, започнала в началото на 60-те години. Водещите фигури на тази втора вълна на феминизма включват Шуламит Файърстоун, Кейти Сарачайлд, Ти-Грейс Аткинсън, Карол Ханиш, Роксан Дънбар, Наоми Уайсстейн и Джудит Браун. В края на 1960-те години различни женски групи, описващи себе си като „радикални феминистки“, като Фронта за освобождение на жените на UCLA (WLF), предлагат различни възгледи за радикалната феминистка идеология. Съоснователката на WLF на UCLA Девра Уебър си спомня, че „радикалните феминистки се противопоставяха на патриархата, но не непременно на капитализма. Поне в нашата група те се противопоставяха на т. нар. доминирани от мъжете борби за национално освобождение“. Радикалните феминистки спомагат за превръщането на радикалния протест за расово равенство, в който мнозина имат опит, в борба за правата на жените. Те подемат каузата и се застъпват за различни проблеми на жените, включително правата на аборт, Поправката за равни права, достъпа до кредит и равното заплащане. Много цветнокожи жени са сред основателките на Движението за освобождение на жените (Фран Бийл, Селестин Уеър, Тони Кейд Бамбара), Въпреки това много цветнокожи жени не участват в движението поради заключението си, че радикалните феминистки не се занимават с „въпроси за значението на жените от малцинствата“, по-специално чернокожите жени. След като са сформирани групи за повишаване на съзнанието, за да се събере подкрепа, втората вълна на радикалния феминизъм в САЩ започва да вижда все по-голям брой цветнокожи жени.

През 60-те години се появява радикалният феминизъм в рамките на либералните феминистки и феминистките дискусии сред работническата класа, първо в Съединените щати, след това в Обединеното кралство и Австралия. Замесените постепенно започват да вярват, че не само нуклеарното семейство от средната класа (майка, баща и едно или повече деца) потиска жените, но също така и социалните движения и организации, които твърдят, че се застъпват за човешкото освобождение, особено контракултурата, Новата левица и марксистките политически партии, всички от които са доминирани от мъже и ориентирани към тях. В Съединените щати радикалният феминизъм се развива като отговор на някои от възприеманите пропуски както на организациите на Новата левица, като Студентите за демократично общество (SDS), така и на феминистките организации като NOW. Първоначално съсредоточени в големи градове като Ню Йорк, Чикаго, Бостън, Вашингтон и на Западното крайбрежие, радикалните феминистки групи се разпространяват бързо в страната от 1968 до 1972 г. В същото време паралелни тенденции на мислене се развиват извън САЩ: Годишникът на жените от Мюнхен дава ясно усещане за феминизма от началото на 70-те години в Западна Германия:
| „ | Тяхното есе в Годишника от името на автономното феминистко движение твърди, че патриархатът е най-старата и най-фундаментална връзка на експлоатация. Оттук и необходимостта феминистките да се отделят от мъжките организации вляво, тъй като те просто биха използвали усилията на жените, за да подкрепят собствените си цели, в които освобождаването на жените не се брои. Редакторите на Годишника на жените за 1976 г. също изрично се дистанцираха от езика на либерализма, твърдейки, че „равните права определят потисничеството на жените като неравностойно положение на жените“. Те изрично етикетираха версията на феминизма за равни права като желание да бъдеш като мъжете, категорично отхвърляйки твърденията, че „жените трябва да навлязат във всички доминирани от мъже области на обществото. Повече жени в политиката! Повече жени в науките и т.н.... Жените трябва да могат да правят всичко, което правят мъжете." Тяхната позиция – и тази на автономните феминистки, представени в този годишник от 1976 г., вместо това бе следната: „Този принцип, че „и ние искаме това“ или „ние също можем да го направим“, измерва еманципацията спрямо мъжете и отново определя какво искаме във връзка с Неговото съдържание е в съответствие с мъжете, като в основата си има повече признание и най-вече сила. се смята за мъжка роля. | “ |

Радикалните феминистки въвеждат използването на групи за повишаване на съзнанието. Тези групи събират интелектуалки, работнички и жени от средната класа в развитите западни страни, за да обсъдят своя опит. По време на тези дискусии жените отбелязват споделена и репресивна система, независимо от тяхната политическа принадлежност или социална класа. Въз основа на тези дискусии те стигат до заключение, че премахването на патриархата е най-необходимата стъпка към едно наистина свободно общество. Тези сесии за повишаване на съзнанието позволяват на ранните радикални феминистки да разработят политическа идеология, основана на общия опит на жените, изправени пред мъжкото надмощие. Повишаването на съзнанието се използва широко в подразделенията на Националната организация на жените (NOW) през 70-те години в САЩ. Феминизмът, който се появява от тези дискусии, се бори преди всичко за освобождаването на жените като жени от потисничеството на мъжете в собствения им живот, както и на мъжете във властта. Радикалният феминизъм твърди, че една тотална идеология и социална формация – патриархатът (управление от бащите), доминира жените в интерес на мъжете.

### Групи
В групи като Нюйорски радикални жени (1967–1969), която Елън Уилис характеризира като „първата група за освобождение на жените в Ню Йорк“, започва да се появява радикалната феминистка идеология. В нея се заявява, че „личното е политическо“ и „сестринството е силно“; призовава се към активизъм на жените, измислен от Кейти Сарачайлд и други в групата. Радикалните жени в Ню Йорк се разпадат в началото на 1969 г. в това, което става известно като „политико-феминистко разделение“, като „политичките“ виждат капитализма като основен източник на потисничеството на жените, докато „феминистките“ виждат потисничеството на жените в мъжа надмощие, което е „набор от материални, институционализирани отношения, а не просто лоши нагласи“. Феминистката страна на разцеплението, чиито членове наричат себе си „радикални феминистки“, скоро съставлява основата на нова организация Редстокинс. В същото време Ти-Грейс Аткинсън води „радикално отделяне от NOW“, което става известно като Феминистките. Трета основна позиция е  формулирана от Нюйоркските радикални феминистки, основани по-късно през 1969 г. от Шуламит Файърстоун (която се разделя с Редстокингс) и Ан Кьот.
През този период движението произвежда „удивителна продукция от брошури, брошури, списания, статии в списания, интервюта във вестници, радио и телевизия“. По това време и в тази среда се появат много важни феминистки произведения, като това на Ан Кьот с име „Митът за вагиналния оргазъм“ (1970) и книгата на Кейт Милет „Сексуална политика“ (1970).

### Възникване и разминаване на идеологията
В началото на този период хетеросексуалността е повече или по-малко безспорно предположение. Сред радикалните феминистки е широко разпространено мнението, че до този момент сексуалните свободи, придобити в сексуалната революция от 60-те години, по-специално намаляващият акцент върху моногамията, са били до голяма степен спечелени от мъжете за сметка на жените. Това предположение за хетеросексуалността скоро ще бъде предизвикано от възхода на политическото лесбийство, тясно свързано с Ти-Грейс Аткинсън и Феминистките.
Редстокингс (Redstockings) и Феминистките (The Feminists) са американски радикални феминистки организации, но те имат доста различни възгледи. Повечето членове на Редстокингс имат материалистичен и антипсихологичен възглед. Те разглеждат мъжкото потисничество над жените като продължаващо и преднамерено, като държат отделни мъже отговорни за това потисничество, разглеждат институциите и системите (включително семейството) като просто средство за съзнателно мъжко намерение и отхвърлят психологическите обяснения на женското подчинение като обвиняващи жените за сътрудничество в техните собствено потисничество. Те се придържат към възгледа, който Елън Уилис по-късно описва като неомаоистки, че би било възможно да се обединят всички или почти всички жени като класа, за да се изправят срещу това потисничество, като лично се изправят срещу мъжете. Феминистките от друга страна поддържат по-идеалистична, психологистична и утопична философия, с по-голям акцент върху половите роли, виждайки сексизма като вкоренен в допълващи се модели на мъжко и женско поведение. Те наблягат повече на институциите, виждайки брака, семейството, проституцията и хетеросексуалността като повсеместни, за да увековечат системата на половите роли. Те виждат всичко това като институции, които трябва да бъдат унищожени. В рамките на групата има допълнителни разногласия, като разглеждането на Кьот на институцията на нормалното сексуално сношение като фокусирано главно върху мъжкото сексуално или еротично удоволствие, докато Аткинсън го разглежда главно от гледна точка на възпроизводството. За разлика от Редстокингс Феминистките обикновено смятат генитално фокусираната сексуалност за присъщо мъжка. Уилис, съоснователка на Редстокингс, по-късно пише, че доколкото Редстокингс  смятат да изоставят хетеросексуалната дейност, те я виждат като „горчива цена“, която „може да трябва да платят за [своята] войнственост“, докато Феминистките прегръщат сепаратисткия феминизъм като стратегия.
Нюйоркските радикални феминистки (NYRF) заемат по-психологическа (и дори биологично детерминистка) линия. Те твърдят, че мъжете доминират над жените не толкова заради материални облаги, колкото заради удовлетворението на егото, присъщо на доминирането. По същия начин те отхвърлят мнението на Редстокингс, че жените се подчиняват само поради необходимост или имплицитното мнение на Феминистките, че те се подчиняват от страхливост, но вместо това твърдят, че социалното обуславяне просто кара повечето жени да приемат покорната роля като „правилна и естествена“.

### Форми на действие
Радикалният феминизъм от края на 60-те години не е само движение на идеология и теория; той помага да се вдъхнови прякото действие. През 1968 г. феминистките протестират срещу конкурса Мис Америка, за да изведат сексистките идеи за красота и социалните очаквания на преден план в социалните проблеми на жените. Въпреки че на този ден сутиените не са изгаряни, протестът води до израза „изгаряне на сутиени“. „Феминистките хвърлиха сутиените си – заедно с „женския боклук“ като колани, изкуствени мигли, перуки, дамски списания и кърпи за съдове, в „кофа за боклук на свободата, но не я подпалиха“. През март 1970 г. повече от сто феминистки организират 11-часова седяща демонстрация в централата на американското списание „Лейдис Хоум Джърнъл“. Те настояват изданието да замени своя редактор с редакторка и го обвиняват, „с неговия акцент върху храната, семейството, модата и женствеността“, че са „инструменти за потисничеството на жените“. Една протестираща обяснява целта на протеста, като казва, че „са били там, за да унищожат публикация, която се храни с гняв и разочарование на жените, списание, което унищожава жените".
Радикалните феминистки използват различни тактики, включително демонстрации, изказвания и организиране, свързано с общността и работата, за да получат публичност и привърженици. Във Франция и Западна Германия радикалните феминистки развиват допълнителни форми на пряко действие.

#### Самоуличаване
На 6 юни 1971 г. корицата на немското списание „Щерн“ показва 28 немски актриси и журналистки, които признават „Направихме аборт!“, отприщвайки кампания срещу забраната на абортите. Журналистката Алис Шварцер организира тази форма на протест по френски пример. През 1974 г. тя убеждава 329 лекари да признаят публично в сп. „Щпигел“, че са направили аборт. Тя също така намира жена, готова да прекрати бременността си пред камера с вакуумна аспирация, като по този начин популяризира този метод на аборт, като го показvа в германската политическа телевизионна програма ;„Панорама“. Кристина Перинчоли описва това като „... нова тактика: показно, публично документирано нарушение на закон, който милиони жени са нарушили досега само тайно и при недостойни обстоятелства.“ Въпреки това, поради силната опозиция от страна на църковните групи и повечето от съветите за излъчване, управляващи западногерманската ARD, филмът не е излъчен. Вместо това продуцентите на „Панорама“ заменят часовия интервал с протестна декларация и показване на празно студио.

#### Заобикаляне на забраната за аборт
През 70-те години на 20 век в Западен Берлин изникват радикални женски центрове без официална йерархия. Те предоставят консултации за аборти, съставят списък на нидерландски клиники за аборти, организират редовни автобусни пътувания до тях и са използвани от жени от други части на Западна Германия. Полицията обвинява  организаторите в незаконен заговор. „Центърът използва тези арести, за да оповести своята стратегия за гражданско неподчинение и повдигна такъв обществен протест, че обвиненията бяха прекратени. Автобусните пътувания продължиха без намесата на полицията. Тази победа бе политически значима в две отношения... докато държавата не се промени. По този начин феминистката претенция да говори от името на жените беше потвърдена както от жените, така и от Държавата.“

#### Напускане на Църквата
В Западна Германия през 1973 г. започва кампания на радикална феминистка група за оттегляне от членство в Католическата църква като протест срещу нейната позиция и дейности против абортите. „Можем ли да продължим да носим отговорност за финансирането на мъжка институция, която... както винаги ни обрича на дом, готвене и деца, но преди всичко на деца“. В Германия кръстените в една от официално признатите църкви трябва да документират, че официално са напуснали Църквата, за да не носят отговорност за плащане на църковен данък.

#### Протест срещу необективното отразяване на лесбийките
През ноември 1972 г. две жени в сексуална връзка, Марион Инс и Джуди Андерсен, са арестувани и обвинени в наемането на мъж, който да убие насилника на Инс. Публичността преди съдебния процес, особено тази на в. „Билд“, най-големият таблоид в Германия, е белязана от антилесбийски сензации. В отговор лесбийските групи и женските центрове в Германия се присъединяват към пламенен протест. Културният сблъсък продължава по време на процеса, който в крайна сметка води до осъждането на жените през октомври 1974 г. и доживотни присъди за двете. Въпреки това петиция, внесена от 146 журналистки и 41 журналистки до Германския прес съвет, води до порицание на компанията „Аксел Щпрингер“, издател на вестника. В един момент преди процеса „Билд“ пуска в седемнадесет последователни дни серията „Престъпленията на жените лесбийки“.

#### Самостоятелни прегледи на гениталиите
Те помагат на жените да придобият знания за това как функционират собствените им тела, така че вече да не се налага да разчитат единствено на медицинската професия. Резултат от това движение е основаването на Феминисткия женски здравен център (FFGZ) в Берлин през 1974 г. 

### Социална организация и цели
Радикалните феминистки обикновено създават малки активистки или обществени асоциации около повишаване на съзнанието или конкретни цели. Много радикални феминистки в Австралия участват в поредица от скуатове за създаване на различни женски центрове и тази форма на действие е често срещана в края на 70-те и началото на 80-те години. До средата на 80-те години много от първоначалните групи за повишаване на съзнанието се разпадат и радикалният феминизъм се свързва все повече и повече със слабо организирани университетски колективи. Все още може да се види радикален феминизъм, особено сред студентския активизъм и сред жените от работническата класа. В Австралия много феминистки социални организации приемат правителствено финансиране през 80-те години и изборът на консервативно правителство през 1996 г. осакатява тези организации. В началото на 70-те години сред еврейските жени в Израел възниква радикално феминистко движение.
Докато радикалните феминистки се стремят да разрушат патриархалното общество, непосредствените им цели като цяло са конкретни. Общите искания включват разширяване на репродуктивните права. Според писателката Лиса Татъл в „Енциклопедия на феминизма“ това е „дефинирано от феминистките през 70-те години като основно човешко право, включва правото на аборт и контрол на раждаемостта, но предполага много повече. За да бъде реализирана, репродуктивната свобода трябва да включва не само правото на жената да избере раждане, аборт, стерилизация или контрол на раждаемостта, но също и нейното право да прави този избор свободно, без натиск от отделни мъже, лекари, правителствени или религиозни власти. Това е ключов въпрос за жените, тъй като без него другите свободи, които изглежда, че имаме, като например правото на образование, работа и равно заплащане, могат да се окажат илюзорни. Предоставянето на грижи за деца, медицинско лечение и отношението на обществото към децата също са включени.“

## Възгледи за секс индустрията
Радикалните феминистки пишат по широк кръг от въпроси, свързани със секс индустрията, на които те са склонни да се противопоставят – включително, но не само това, което мнозина виждат като: вредата, нанесена на жените по време на производството на порнография, социалната вреда от консумацията на порнография, принудата и бедността, които карат жените да стават проститутки, дългосрочните вредни ефекти от проституцията, расовата и класова природа на проституцията и господството на мъжете над жените в проституцията и порнографията.
Феминистки, които се противопоставят на приемането и одобряването на проституцията, като я ребрандират като „сексуална работа“, понякога биват пренебрежително етикетирани като „изключващи секс работничките радикални феминистки“ или „SWERFs“. Те твърдят, че терминът „секс работа“ съдържа политически допускания, а не е неутрален термин. Според тях терминът подкрепя идеята, че сексът е труд за жените и свободно време за мъжете, дава на мъжете социалната и икономическа власт да действат като класа на шефове по отношение на половия акт и също така предполага, че телата на жените съществуват като ресурс, който трябва да се използва от други хора.

### Проституция
Радикалните феминистки твърдят, че повечето жени, които стават проститутки, са принудени да го правят от сводник, трафик на хора, бедност, наркомания или травма като сексуално насилие над деца. Жените от най-ниските социално-икономически класи – бедни жени, жени с ниско ниво на образование, жени от най-неравностойните расови и етнически малцинства, са свръхпредставени в проституцията по целия свят. Американката Катрин Маккинън пита: „Ако проституцията е свободен избор, защо жените с най-малък избор са тези, които най-често намираме да го правят?“ Тя твърди, че „при проституцията жените правят секс с мъже, с които иначе никога не биха правили секс. По този начин парите действат като форма на сила, а не като мярка за съгласие. Те действат като физическата сила при изнасилване.“ Те вярват, че за никой човек не може да се каже, че наистина се съгласява със собственото си потисничество и никой не трябва да има правото да се съгласява с потисничеството на другите. Катлийн Бари твърди, че съгласието не е „добър гадателски прът за съществуването на потисничество, а съгласието за нарушение е факт на потисничество“. Андреа Дуоркин пише през 1992 г.:
| „ | Проституцията сама по себе си е злоупотреба с тялото на жената. Тези от нас, които казват това, биват обвинявани, че сме простодушни. Но проституцията е много проста... При проституцията никоя жена не остава цяла. Невъзможно е да се използва човешко тяло по начина, по който се използват телата на жените в проституцията и да има цяло човешко същество в края му, или в средата му, или близо до началото му. Невъзможно е. И никоя жена не става отново цяла по-късно, след това. | “ |

Дуоркин твърди, че „проституцията и равенството за жените не могат да съществуват едновременно“ и за да изкореним проституцията, „трябва да търсим начини да използваме думи и закони, за да сложим край на злоупотребата с продажбата и купуването на тела на момичета и жени за сексуално удоволствие на мъжете“.
Радикалното феминистко мислене анализира проституцията като крайъгълен камък на патриархалното господство и сексуалното подчинение на жените, което се отразява негативно не само на жените и момичетата в проституцията, но и на всички жени като група, тъй като проституцията непрекъснато утвърждава и засилва патриархалните дефиниции на жените като притежаващи основна функция да служи на мъжете сексуално. Те казват, че е изключително важно обществото да не замества един патриархален възглед за женската сексуалност - че жените не трябва да правят секс/връзка извън брака и че случайният секс е срамен за жената, с друг, също толкова потиснически и патриархален възглед - приемането на проституцията – сексуална практика, основана на силно патриархална конструкция на сексуалността: че сексуалното удоволствие на жената е без значение, че единствената й роля по време на секс е да се подчинява на сексуалните изисквания на мъжа и да прави това, което той й казва, че сексът трябва да се контролира от мъжът и че реакцията и удовлетворението на жената са без значение. Радикалните феминистки твърдят, че сексуалното освобождение за жените не може да бъде постигнато, докато се нормализират неравностойните сексуални практики, при които мъжът доминира над жената. „Повишаването на феминисткото съзнание остава основата за колективна борба и евентуалното освобождение на жените“.
Радикалните феминистки силно възразяват срещу патриархалната идеология, която е едно от оправданията за съществуването на проституцията, а именно, че проституцията е необходимо зло, защото мъжете не могат да се контролират и че следователно е необходимо малък брой от жените да бъдат жертвани, за да бъдат малтретирани от мъже, за да се защитят целомъдрените жени от изнасилване и тормоз. Тези феминистки твърдят, че проституцията далеч не намалява процента на изнасилванията, а всъщност води до увеличаване на сексуалното насилие срещу жени, като изпраща посланието, че е приемливо мъжът да третира жената като сексуален инструмент, върху който има пълен контрол. Например Мелиса Фарли твърди, че високият процент на изнасилванията в Невада се влошава от патриархалната атмосфера, насърчавана от легалната проституция.
Жените от коренното население са особено обект на проституция. В Канада, Нова Зеландия, Мексико и Тайван проучванията показват, че те са на дъното на расовата и класова йерархия на проституцията, често са подложени на най-лоши условия, най-насилствени изисквания и се продават на най-ниската цена. Обичайно е жените от коренното население да бъдат прекалено представени в проституцията в сравнение с общото им население. Това е резултат от комбинираните сили на колониализма, физическото изселване от земите на предците, унищожаването на местния социален и културен ред, мизогинията, глобализацията/неолиберализма, расовата дискриминация и изключително високите нива на насилие, извършено срещу тях.

### Порнография
Радикалните феминистки, по-специално американката Катрин Маккинън, обвиняват, че производството на порнография включва физическа, психологическа и/или икономическа принуда на жените, които изпълняват и моделират в него. Твърди се, че това е вярно, дори когато жените са представени като забавляващи се.
Радикалните феминистки се позовават на свидетелствата на добре известни участници в порнографията, като Трейси Лордс и Линда Борман, и твърдят, че повечето изпълнителки са принудени да се занимават с порнография или от някого другиго, или от злощастно стечение на обстоятелствата. Феминисткото антипорнографско движение е подтикнато от публикацията на Ordeal, в която Линда Борман (която под името „Линда Лавлейс“ участва в порнофилма „Дълбоко гърло“) заявява, че е била бита, изнасилена и карана да проституира от съпруга си Чък Трейнър, и че той я е принудил с оръжие да прави сцени в „Дълбоко гърло“, както и че я е принудил, чрез използване както на физическо насилие, така и на емоционално насилие и откровени заплахи за насилие, да прави други порнографски филми. Дуоркин, Маккинън и Жени срещу порнографията правят публични изявления в подкрепа на Борман и работят с нея в публични изяви и речи. По-късно тя става новородена християнка и говорителка на движението срещу порнографията.
Радикалните феминистки поддържат мнението, че порнографията допринася за сексизма, като твърдят, че в порнографските представления актрисите са сведени до обикновени вместилища - обекти за сексуална употреба и злоупотреба от мъжете. Те твърдят, че разказът обикновено се формира около удоволствието на мъжете като единствена цел на сексуалната активност и че жените са показани в подчинена роля. Някои противници смятат, че порнографските филми са склонни да показват жените като изключително пасивни или че действията, които се извършват върху жените, обикновено са обидни и единствено за удоволствието на техния сексуален партньор. Еякулацията върху лице и аналния секс стават все по-популярни сред мъжете, следвайки тенденциите в порнографията. Маккинън и Дуоркин определят порнографията като „графично сексуално подчиняване на жени чрез снимки или думи, което също включва жени, дехуманизирани като сексуални обекти, неща или стоки...“
Радикалните феминистки казват, че консумацията на порнография е причина за изнасилване и други форми на насилие срещу жени. Американката Робин Морган обобщава тази идея с често цитираното й изказване: „Порнографията е теорията, а изнасилването е практиката.“ Те обвиняват, че порнографията еротизира господството, унижението и принудата на жените и засилва сексуалните и културни нагласи, които са съучастници в изнасилване и сексуален тормоз. В книгата си „Само думи“ (1993) Маккинън твърди, че порнографията „лишава жените от правото да изразят вербален отказ от полов акт“. Тя казва, че порнографията води до увеличаване на сексуалното насилие срещу жени чрез насърчаване на митове за изнасилване. Такива митове за изнасилване включват убеждението, че жените наистина искат да бъдат изнасилени и че имат предвид „да“, когато кажат „не“. Тя смята, че „митовете за изнасилване увековечават сексуалното насилие непряко, като създават изкривени вярвания и нагласи относно сексуалното насилие и прехвърлят елементи на вината върху жертвите“. Освен това, според нея, порнографията намалява чувствителността на зрителите към насилието срещу жени и това води до прогресивна нужда да виждат повече насилие, за да се възбудят сексуално –  ефект, който тя твърди, че е добре документиран.
Германската радикална феминистка Алис Шварцер е една от привърженичките на мнението, че порнографията предлага изкривено усещане за телата на мъжете и жените, както и действителния сексуален акт, често показвайки изпълнители със синтетични импланти или преувеличени прояви на удоволствие, участващи във фетиши, които се представят като популярни и нормални.

## Радикален лесбийски феминизъм
Радикалните лесбийки се отличават от другите радикални феминистки чрез своите идеологически корени в политическия лесбийство. Радикалните лесбийки виждат лесбийството като акт на съпротива срещу политическата институция на хетеросексуалността, която те смятат за насилствена и потискаща жените. Джули Биндел пише, че лесбийството й е неразривно свързано с феминизма.
По време на движението за освобождение на жените от 70-те години на 20 век хетеросексуалните жени в движението са предизвикани на основание, че тяхната хетеросексуална идентичност е помогнала за увековечаването на самите патриархални системи, които те са работили да разрушат. Според радикалната лесбийка писателка Джил Джонстън голяма част от движението се стреми да реформира сексистките институции, като същевременно „оставя непокътната основната ядрена единица на потисничеството: хетеросексуалният секс“. Други виждат в лесбийството силен политически инструмент за прекратяване на мъжкото господство и като централно място в женското движение.
Радикалните лесбийки критикуват движението за освобождение на жените за неуспеха му да критикува психологическото потисничество на хетеронормативността, което според тях е сексуалната основа на социалните институции. Те твърдят, че хетеросексуалните любовни връзки увековечават патриархалните властови отношения чрез лично господство и следователно директно противоречат на ценностите и целите на движението. Както пише една радикална лесбийка, „без значение какво прави феминистката, физическият акт [на хетеросексуалността] хвърля и жените, и мъжете обратно в ролеви игри... цялата й политика моментално се разбива“. Те твърдят, че движението за освобождение на жените не би било успешно без оспорване на хетеронормативността.
Радикалните лесбийки вярват, че лесбийството активно застрашава патриархалните системи на власт. Те определят лесбийките не само чрез тяхната сексуална ориентация, но и чрез тяхната свобода и независимост от мъжете. Лесбийските активистки Сидни Абът и Барбара Лав твърдят, че „лесбийката се е освободила от мъжкото господство“, като се е откъснала от тях не само сексуално, но и „финансово и емоционално“. Те твърдят, че лесбийството насърчава максимална независимост от полово обусловени системи на власт и от психологическото потисничество на  хетеронормативността.
Отхвърлянето на нормите за пол, пол и сексуалност е централно за радикалния лесбийски феминизъм. Радикалните лесбийки вярват, че „лесбийската идентичност е идентифицирана като жена идентичност, което означава, че тя трябва да бъде дефинирана от и по отношение на жените, а не по отношение на мъжете.
В своя манифест „Жената, идентифицирана с жена“ ("The Woman-Identified Woman") американската лесбийска радикална феминистка група „Радикални лесбийки“ подчертава своята вяра в необходимостта от създаване на ново съзнание, което отхвърля традиционните нормативни дефиниции за женскост и женственост, които се съсредоточават върху безсилието. Тяхното предефиниране на женскостта и женствеността подчертава освобождаването на лесбийската идентичност от вредни и разделящи стереотипи. Както твърдят Абът и Лав в „Лесбийски заговор ли е освобождението на жените?“ (1971):
| „ | Докато думата „лесбийка“ (на англ. жаргон dyke) може да се използва, за да плаши жените да бъдат по-малко войнствени, да ги държи отделно от сестрите им и да ги възпре да дават предимство на нещо различно от мъжете и семейството, тогава до тази степен те са доминирани от мъже култура | “ |

Радикаллесбийките (сбор от американски организации, основани в периода на гей активизъм след Стоунуолските бунтове) повтарят тази мисъл, като пишат, че „в това сексистко общество, за да бъде една жена независима, означава, че тя не може да бъде жена, тя трябва да е лесбийка“. Реториката на „жената, идентифицирана с жена“ е критикувана за изключването на хетеросексуалните жени. Според някои критици използването от лесбийския феминизъм на реторика, идентифицираща жената, трябва да се счита за реторичен провал. Критиците също твърдят, че интензивността на радикалната лесбийска феминистка политика, на върха на съществуващата стигма около лесбийството, е дала лошо лице в лице с феминисткото движение и е предоставила благодатна почва за тропи като „мъжемразка“ или „изгаряща сутиени“.

## Гледни точки към трансджендърните теми
От 70-те години на 20 век се води дебат сред радикалните феминистки относно транссексуалните идентичности. Някои радикални феминистки, като Катрин Маккинън, Джон Столтънбърг, Андреа Дуоркин, Моник Витиг и Фин Макай, подкрепят признаването на транс жените като жени, което те описват като транс-приобщаващ феминизъм,  докато други като Мери Дейли, Джанис Реймънд, Робин Морган, Джърмейн Гриър, Шийла Джефрис, Джули Биндел и Робърт Дженсън, твърдят, че транссексуалното движение увековечава патриархалните норми на пола и е несъвместимо с радикалната феминистка идеология.
Тези, които изключват транс жените от женствеността или женските пространства, обикновено наричат себе си „джендър критични“ и са посочени от други като трансизключващи. Особено радикалните феминистки, които изключват транс жените, често се наричат „трансизключващи радикални феминистки“ или „TERFs“, – акроним, срещу който те възразяват, казват, че е неточен (цитирайки например тяхното включване на транс мъжете като жени), и твърдят, че е пейоративен или дори език на омразата.
Критично настроените към пола или трансизключващи радикални феминистки по-специално казват, че разликата в поведението между мъжете и жените е резултат от социализацията и идеята, че някой би имал вродено чувство за женственост или мъжественост, противоречи на теорията за социализацията на пола. Лиер Кийт описва женствеността като „набор от поведения, които по същество са ритуализирано подчинение“ и следователно джендър не е идентичност, а кастова позиция, а философиите на половата идентичност (по-специално философията на женската същност) са пречка за премахването на пола и връщането към общество, основано на пола. Джули Биндел твърди през 2008 г., че Иран извършва най-много операции за смяна на пола в света, тъй като „хирургията е опит да се запазят непокътнати половите роли“ и че „именно тази идея е, че някои различни поведения са подходящи за мъжете и жените, което е в основата на феминистката критика на феномена „трансджендъризъм“. Според Би Би Си през 2014 г. няма надеждни данни относно операциите за смяна на пола в Иран.
През 1978 г. Лесбийската организация на Торонто гласува да стане само „жена, родена от жена“ (Womyn-born womyn (WBW)) –  термин, разработен по време на втората вълна на феминизма, за да обозначи жени, които са определени като жени при раждането, отгледани са като момичета и се идентифицират като жени (или womyn, умишлено алтернативен правопис, който оспорва центрирането на мъжкия като норма). Политиката е известна с изключването на транс жените. Третата и четвъртата вълна на феминизма като цяло премахват идеята за WBW. Организацията пише:
| „ | Женският глас почти никога не се чуваше като женски – винаги се филтрираше през гласовете на мъжете. И така, тук се появява едно момче, което казва: „Сега ще бъда момиче и ще говоря от името на момичетата.“ И ние си помислихме: „Не, не си„ Човек не може просто да се присъедини към потиснатите чрез заповед. | “ |

В „Трансесксуална империя̙ː създаването на транс жената“ (The Transsexual Empire: The Making of the She-Male) (1979) лесбийската радикална феминистка Джанис Реймънд твърди, че „Всички транссексуални изнасилват телата на жените, свеждайки истинската женска форма до артефакт, присвоявайки това тяло за себе си. Въпреки това транссексуално конструираната лесбийка-феминистка също нарушава сексуалността и духа на жената. Изнасилването, въпреки че обикновено се извършва насилствено, може да бъде извършено и чрез измама. Важно е, че в случая на транссексуално конструираната лесбийка-феминистка то често е в състояние да получи достъп и доминираща позиция в женските пространства, защото участващите жени не знаят, че то е транссексуално и то просто не го споменава." В „Жената“ (The Whole Woman) (1999) Джърмейн Гриър пише, че до голяма степен мъжките правителства „разпознават като жени мъжете, които вярват, че са жени... защото [тези правителства] гледат на жените не като на друг пол, а като на не-пол"; тя казва, че ако трансплантациите на матка и яйчници бяха задължителна част от операциите за смяна на пола, последните „щяха да изчезнат за една нощ“.
Шийла Джефрис твърди през 1997 г., че „по-голямата част от транссексуалните все още се присъединяват към традиционния стереотип за жените“ и че чрез смяната на пола те „изграждат консервативна фантазия за това какви трябва да бъдат жените... същност на женствеността,  която е дълбоко обидна и ограничаваща. Джефрис твърди, че феминистките трябва да знаят „биологичния пол на тези, които твърдят, че са жени, и да насърчават предубедени версии за това, което представлява женственост“, и че „използването от мъжете на местоимения в женски род прикрива мъжката привилегия, дадена им по силата на това, че са били поставени и отгледани в кастата на мъжкия пол“.
За разлика от тях трансвключващите радикални феминистки твърдят, че една основана на биологията или сексуално-есенциалистка идеология сама по себе си поддържа патриархалните конструкции на женствеността. Други твърдят, че транс жените също са допринесли за феминисткото движение, а Сюзън Страйкър заявява, че „транссексуалните жени са били активни в радикалното феминистко движение от края на 60-те години на 20 век, но са били почти изцяло изтрити от неговата история след 1973 г.“ поради отхвърляне от страна на джендър критичните феминистки. Андреа Дуоркин твърди още през 1974 г., че транссексуалните хора и изследването на половата идентичност имат потенциала радикално да подкопаят патриархалния сексуален есенциализъм:
| „ | ... работа с транссексуални, а проучванията за формирането на полова идентичност при деца предоставят основна информация, която оспорва идеята, че има два отделни биологични пола. Тази информация заплашва да трансформира традиционната биология на половата разлика в радикалната биология на половата прилика. Това не означава, че има един пол, а че има много. Доказателствата, които са уместни тук, са прости. Думите "мъжки" и "женски", "мъж" и "жена" се използват само защото все още няма други. | “ |

В края на 2010-те години интересът към въпроса за трансприобщаващия феминизъм се повишава, тъй като транс-включващият феминизъм напредва. През 2015 г. радикалната американска феминистка Катрин Маккинън казва:
| „ | Мъжкото доминиращо общество е определило жените като отделна биологична група завинаги. Ако това е можело да доведе до освобождение, щяхме да сме свободни... За мен жените са политическа група. Никога не съм имала повод да кажа това или да работя с него до последните няколко години, когато имаше много дискусии за това дали транс жените са жени... Винаги съм смятала, че не ме интересува как някой става жена или мъж; няма значение за мен. Това е просто част от тяхната специфика, тяхната уникалност, както на всички останали. Всеки, който се идентифицира като жена, иска да бъде жена, обикаля като жена, що се отнася до мен, е жена. | “ |

## Критика
В началото на движението за радикален феминизъм някои радикални феминистки теоретизират, че „други видове йерархия произлизат от и се моделират върху мъжкото надмощие и така всъщност са специализирани форми на мъжко надмощие“. Следователно борбата срещу господството на мъжете е приоритет, защото „освобождаването на жените би означавало освобождение на всички“. Това мнение се оспорва, особено от междусекторния феминизъм и черния феминизъм. Критиците твърдят, че тази идеология приема идеята, че идентичностите са единични и различни, а не множество и пресичащи се. Например разбирането на потисничеството на жените като различно предполага, че „мъжете, създавайки и поддържайки тези системи, действат чисто като мъже, в съответствие с особено мъжки характеристики или специфични мъжки расистки цели“.
Есето на Елън Уилис от 1984 г. „Радикалният феминизъм и феминисткият радикализъм“ твърди, че в рамките на Новата левица радикалните феминистки са били обвинявани, че са „буржоазни“, „антилеви“ или дори „аполитични“, докато те са виждали себе си като „радикализиращи лявото чрез разширяване определението за радикално“. Ранните радикални феминистки са били предимно бели и представителки на средната класа, което води до „много крехък вид солидарност“. Това ограничава валидността на обобщенията, базирани на опита на радикалните феминистки за отношенията между половете, и не позволява на белите жени и жените от средната класа да признаят, че се възползват от расови и класови привилегии според Уилис. Много ранни радикални феминистки скъсват връзките си с „левите групи, доминирани от мъже“, или биха работили с тях само в ad hoc коалиции. Уилис, въпреки че до голяма степен е част от ранния радикален феминизъм и продължава да твърди, че е изиграла необходимата роля за поставянето на феминизма в политическия дневен ред, го критикува като неспособен „да интегрира феминистка перспектива с цялостна радикална политика“, като същевременно разглежда това ограничение като неизбежно в контекста на времето.